# Георг Науе
Георг Науе је био немачки једриличар који је учествовао на Летњим олимпијским играма 1900. у Паризу.
Био је члан Берлиског јахт клуба. 
На Олимпијским играма 1900., био је члан посаде немачке јахте Aschenbrodel, која је освојила златну медаљу у другој трци класе 1-2 тоне и сребрну медаљу у отвореној класи. Посада је учествовала у саставу Георг Науе, Хајнрих Петерс, Отокар Вајзе, Паул Визнер
Учествовао је и у трци класе ½ -1 тона, али је његова једрилица измерена да има 1,041 тону, а пошто је трка била до 1. тоне, посада је дисквалификована.